# Halichaetonotus schromi
Halichaetonotus schromi is een buikharige uit de familie Chaetonotidae. Het dier komt uit het geslacht Halichaetonotus. Halichaetonotus schromi werd in 1975 voor het eerst wetenschappelijk beschreven door Kisielewski. 